# Detlef Lohse
Detlef Lohse (né le 15 septembre 1963 à Hambourg) est un physicien allemand. Il est professeur au département de mécanique des fluides de l'université de Twente aux Pays-Bas.

## Biographie
Detlef Lohse a obtenu en 1989 un diplôme de deuxième cycle en physique à l'université de Bonn, puis, il a eu son doctorat à l'université de Marburg en 1992. Ensuite, il a effectué un postdoctorat à l'université de Chicago de 1993 à 1995. Il est devenu président du département de physique des fluides à l'université de Twente en 1998.

## Travail scientifique et reconnaissance
Son présent travail concerne la turbulence, les écoulements bi-phasiques, les écoulements granulaires, la micro- et nanofluidique, ainsi que les applications biomédicales des bulles.
Detlef Lohse a reçu en 2005 le prix Spinoza pour ses travaux sur la sonoluminescence, et il a été fait chevalier de l'ordre du Lion néerlandais en 2010. Il est de plus membre de l'Académie royale néerlandaise des arts et des sciences et de la Société américaine de physique.
En 2018 il a reçu le Prix Balzan pour la dynamique des fluides.